# José Henríquez
Pour les articles homonymes, voir Henriquez.
José Mardoqueo Henríquez Dubón (né le 24 mai 1987 à Jutiapa au Salvador) est un footballeur international salvadorien, qui évolue au poste de défenseur.

## Biographie

### Carrière en sélection
Avec l'équipe du Salvador, il joue 36 matchs (pour aucun but inscrit) entre 2006 et 2013. 
Il figure dans le groupe des sélectionnés lors des Gold Cup de 2007, de 2009 et de 2013. Il atteint les quarts de finale de cette compétition en 2013.
Il joue également 8 matchs comptant pour les tours préliminaires de la coupe du monde, lors des éditions 2010 et 2014.

## Palmarès
CD Águila
- Championnat du Salvador (2) :
  - Champion : 2006 (Clôture) et 2012 (Clôture).